# Cervenia
Cervenia est une commune du județ de Teleorman en Roumanie.